# Timothy Wood (homme politique)
Pour les articles homonymes, voir Timothy Wood.
Timothy John Rogerson Wood (né le 13 août 1940), connu sous le nom de Tim Wood, est un homme politique britannique. Il est député conservateur pour Stevenage, de 1983 à 1997 .
Pendant son séjour au Parlement, Wood est secrétaire parlementaire privé auprès des ministres du ministère de la Défense et du bureau de l'Irlande du Nord. À la suite des élections générales de 1992, Wood devient whip du gouvernement.
Aux élections générales de 1997, il est battu par la candidate du parti travailliste Barbara Follett par 11 582 voix, avec un basculement de 13,9% des conservateurs vers les travaillistes .
Le 3 mai 2007, Wood est élu au conseil du district d'East Devon pour représenter le quartier d' Exmouth Littleham.